# لی سو-مین (بازیگر، زاده ۲۰۰۱)
این یک نام کره‌ای است؛ نام خانوادگی لی است.
لی سو-مین (کره‌ای: 이수민؛ زادهٔ ۱ ژوئیه ۲۰۰۱) بازیگر اهل کره جنوبی است. در سال ۲۰۱۴ او یکی از مجریان برنامهٔ توک! توک! بونی، هانی بود.

## فیلم‌شناسی

### فیلم
| سال  | عنوان           | نقش           | منابع       |
| ---- | --------------- | ------------- | ----------- |
| ۲۰۱۹ | رفیق درون من    | اوه هیون-جونگ | [ ۲ ]       |
| ۲۰۲۲ | داستان روح سئول |               | [ ۳ ] [ ۴ ] |

### مجموعه‌های تلویزیونی
| سال  | عنوان                         | نقش                            | شبکه    | منابع |
| ---- | ----------------------------- | ------------------------------ | ------- | ----- |
| ۲۰۱۴ | دختر دوست‌داشتنی من            | جوانی یون سو-اون               | اس‌بی‌اس  | [ ۵ ] |
| ۲۰۱۶ | عشق گذشته                     | گو یه-جی                       | اس‌بی‌اس  | [ ۶ ] |
| ۲۰۱۷ | شورشی: دزدی که از مردم می‌دزدد | هونگ اوه-ری-نی/سانگ-هوا        | ام‌بی‌سی  | [ ۷ ] |
| ۲۰۱۷ | بازرس شیطان                   | جونگ سول-گی                    | ناور    | [ ۸ ] |
| ۲۰۱۸ | صلیب                          | کیم اون-جی (حضور افتخاری)      | تی‌وی‌ان  |       |
| ۲۰۱۹ | ابیس                          | جوانی گو سه-یون (حضور افتخاری) | تی‌وی‌ان  | [ ۹ ] |
| ۲۰۲۱ | احساس پادشاه                  | بانگ یونگ-جی                   | کی‌بی‌اس۲ |       |

### مجموعه‌های اینترنتی
| سال  | عنوان     | پلتفرم             | نقش      | توضیحات      | منابع  |
| ---- | --------- | ------------------ | -------- | ------------ | ------ |
| ۲۰۲۱ | فعلاً بنوش | تیوینگ             | سو-هیون  | حضور افتخاری | [ ۱۰ ] |
| ۲۰۳۲ | دو جهان   | تیوینگ، واچا، سیزن | کیم بیوا |              | [ ۱۱ ] |

### ورایتی شو
| سال       | عنوان                | شبکه   | نقش  | توضیحات                      |
| --------- | -------------------- | ------ | ---- | ---------------------------- |
| ۲۰۱۴–۲۰۱۶ | توک! توک! بونی، هانی | ئی‌بی‌اس | مجری | همراه شین دونگ-وو            |
| ۲۰۱۶–۲۰۱۷ | شو! میوزیک کور       | ام‌بی‌سی | مجری | همراه کیم سه-رون و چا اون-وو |